# Бугайчук В'ячеслав Віталійович
В'ячеслав Віталійович Бугайчук — підполковник, начальник штабу 37 ОМПБ 56 ОМПБ Збройних сил України, учасник російсько-української війни, що загинув у ході російського вторгнення в Україну в 2022 році.

## Життєпис
Народився 20 лютого 1971 року в селищі Шихани Вольського району Саратовської області в сім'ї військовосоужбовця.   
Майже три десятиліття (з 1988 року) служив в армії. Спочатку у радянській, а згодом — в українській. За цей час був командиром взводу, потім — роти хімічного захисту, начальником профільної служби 1-ї бригади армійської авіації. Згодом разом із дружиною та молодшою донькою переїхав до м. Броди на Львівщині, де проходив службу у 16-й бригаді. 
2013 року ийшов на пенсію, а 2015 року був призваний до ЗС України за мобілізацією. Брав участь у бойових діях на сході Україні у складі батальйонно-тактичної групи 56-ї окремої мотопіхотної Маріупольської бригади. 
Загинув 1 квітня 2022 року в районі населеного пункту Велика Новосілка Волноваського району на Донеччинні. Під час бойового зіткнення з російськими військами отримав важкі поранення, які виявилися несумісні з життям. Поховали підполковника В'ячеслава Бугайчука в селі Обухівка Бердичівського району Житомирської області. .

## Родина
Був представником військової династії Бугайчуків, яку продовжили дві його доньки Анастасія та Катерина. У 2016 році до ЗС України долучилася і дружина Світлана, яка перекваліфікувалася з дитячої медсестри на військового медика також у 56-й бригаді. Засновник династії військових — відставний майор Віталій Бугайчук (нар. 1947) — присвятив службі понад 25 років. Починав зі строкової, згодом закінчив декілька училищ та отримав фах військового хіміка.

## Нагороди
- орден Богдана Хмельницького III ступеня (2022, посмертно) — за особисту мужність і самовіддані дії, виявлені у захисті державного суверенітету та територіальної цілісності України, вірність військовій присязі[5].